# Cầu lông tại Đại hội Thể thao châu Á 2006
Cầu lông là cuộc thi tại Đại hội Thể thao châu Á 2006 ở Doha, Qatar. Nội dung đơn, đôi, và đội được tổ chức cho cả nam và nữ. Đội hỗn hợp cũng được dự thi. Cuộc thi được tổ chức từ 30 tháng 11 đến 9 tháng 12. Tất cả nội dung đều tổ chức tại Aspire Hall 3.

## Huy chương giành được
| Nội dung    | Vàng | Bạc | Đồng |
| ----------- | --- | --- | --- |
| Đơn nam     | Taufik Hidayat · Indonesia                                                                                                   | Lâm Đan · Trung Quốc | Lee Hyun-Il · Hàn Quốc |
| Đơn nam     | Taufik Hidayat · Indonesia                                                                                                   | Lâm Đan · Trung Quốc | Lee Chong Wei · Malaysia |
| Đôi nam     | Malaysia (MAS) · Koo Kien Keat · Tan Boon Heong                                                                              | Indonesia (INA) · Luluk Hadiyanto · Alvent Yulianto                                                                                       | Indonesia (INA) · Markis Kido · Hendra Setiawan |
| Đôi nam     | Malaysia (MAS) · Koo Kien Keat · Tan Boon Heong                                                                              | Indonesia (INA) · Luluk Hadiyanto · Alvent Yulianto                                                                                       | Hàn Quốc (KOR) · Jung Jae-Sung · Lee Yong-Dae |
| Đội nam     | Trung Quốc (CHN) · Bào Xuân Lai · Thái Vân · Trần Kim · Phúc Hải Phong · Quách Chấn Đông · Lâm Đông · Tạ Trung Ba · Zheng Bo | Hàn Quốc (KOR) · Hwang Ji-Man · Hwang Jung-Un · Jung Jae-Sung · Lee Hyun-Il · Lee Jae-Jin · Lee Yong-Dae · Park Sung-Hwan · Shon Seung-Mo | Indonesia (INA) · Alvent Yulianto · Luluk Hadiyanto · Taufik Hidayat · Markis Kido · Sony Dwi Kuncoro · Simon Santoso · Hendra Setiawan · Nova Widianto          |
| Đội nam     | Trung Quốc (CHN) · Bào Xuân Lai · Thái Vân · Trần Kim · Phúc Hải Phong · Quách Chấn Đông · Lâm Đông · Tạ Trung Ba · Zheng Bo | Hàn Quốc (KOR) · Hwang Ji-Man · Hwang Jung-Un · Jung Jae-Sung · Lee Hyun-Il · Lee Jae-Jin · Lee Yong-Dae · Park Sung-Hwan · Shon Seung-Mo | Malaysia (MAS) · Mohd Hafiz Hashim · Koo Kien Keat · Kuan Beng Hong · Lee Chong Wei · Lin Woon Fui · Mohd Fairuzizuan Tazari · Tan Boon Heong · Wong Choong Hann |
| Đơn nữ      | Vương Chấn · Hồng Kông | Yip Pui Yin · Hồng Kông | Hwang Hye-Youn · Hàn Quốc |
| Đơn nữ      | Vương Chấn · Hồng Kông | Yip Pui Yin · Hồng Kông | Tạ Hình Phương · Trung Quốc |
| Đôi nữ      | Trung Quốc (CHN) · Cao Linh · Huang Sui                                                                                      | Trung Quốc (CHN) · Zhang Jiewen · Dương Uy                                                                                                | Hàn Quốc (KOR) · Lee Kyung-Won · Lee Hyo-Jung |
| Đôi nữ      | Trung Quốc (CHN) · Cao Linh · Huang Sui                                                                                      | Trung Quốc (CHN) · Zhang Jiewen · Dương Uy                                                                                                | Nhật Bản (JPN) · Ogura Kumiko · Shiota Reiko |
| Đội nữ      | Trung Quốc (CHN) · Cao Linh · Huang Sui · Tạ Hình Phương · Dương Uy · Zhang Jiewen · Trương Ninh · Trương Nhã Văn · Chu Lâm  | Nhật Bản (JPN) · Hirose Eriko · Maeda Miyuki · Mori Kaori · Ogura Kumiko · Shiota Reiko · Suetsuna Satoko · Yonekura Kanako               | Singapore (SIN) · Siti Noor Ashikin · Jiang Yanmei · Lệ Lệ · Lý Vũ Giả · Frances Liu · Vanessa Neo · Shinta Mulia Sari · Xing Aiying                             |
| Đội nữ      | Trung Quốc (CHN) · Cao Linh · Huang Sui · Tạ Hình Phương · Dương Uy · Zhang Jiewen · Trương Ninh · Trương Nhã Văn · Chu Lâm  | Nhật Bản (JPN) · Hirose Eriko · Maeda Miyuki · Mori Kaori · Ogura Kumiko · Shiota Reiko · Suetsuna Satoko · Yonekura Kanako               | Hàn Quốc (KOR) · Ha Jung-Eun · Hwang Hye-Youn · Hwang Yu-Mi · Jun Jae-Youn · Lee Hyo-Jung · Lee Hyun-Jin · Lee Kyung-Won · Lee Yun-Hwa                           |
| Đội hỗn hợp | Trung Quốc (CHN) · Trịnh Ba · Cao Linh                                                                                       | Trung Quốc (CHN) · Tạ Trung Ba · Trương Nhã Văn                                                                                           | Malaysia (MAS) · Mohd Fairuzizuan Tazari · Wong Pei Tty |
| Đội hỗn hợp | Trung Quốc (CHN) · Trịnh Ba · Cao Linh                                                                                       | Trung Quốc (CHN) · Tạ Trung Ba · Trương Nhã Văn                                                                                           | Thái Lan (THA) · Sudket Prapakamol · Saralee Thungthongkam |

## Bảng huy chương
| 1         | Trung Quốc (CHN) | 4 | 3 | 1  | 8  |
| 2         | Indonesia (INA)  | 1 | 1 | 2  | 4  |
| 3         | Hồng Kông (HKG)  | 1 | 1 | 0  | 2  |
| 4         | Malaysia (MAS)   | 1 | 0 | 3  | 4  |
| 5         | Hàn Quốc (KOR)   | 0 | 1 | 5  | 6  |
| 6         | Nhật Bản (JPN)   | 0 | 1 | 1  | 2  |
| 7         | Singapore (SIN)  | 0 | 0 | 1  | 1  |
| 7         | Thái Lan (THA)   | 0 | 0 | 1  | 1  |
| Tổng cộng | Tổng cộng        | 7 | 7 | 14 | 28 |

## Quốc gia tham dự
Tổng cộng 162 vận động viên từ 20 quốc gia đã hoàn thành nội dung cầu lông tại Đại hội Thể thao châu Á 2006:
| - Bahrain (2) - Trung Quốc (16) - Đài Bắc Trung Hoa (9) - Hồng Kông (13) - Ấn Độ (10) - Indonesia (16) - Iran (2) - Nhật Bản (11) - Ma Cao (4) - Malaysia (16) | - Mông Cổ (2) - Nepal (1) - Philippines (2) - Singapore (12) - Hàn Quốc (16) - Sri Lanka (4) - Syria (4) - Thái Lan (16) - Đông Timor (2) - Việt Nam (4) |